# Aleksandar Kovacevic
Aleksandar Kovacevic (New York, 29 de agosto de 1998) es un tenista profesional estadounidense. Actualmente ocupa posición N°75 de ranking ATP en individuales, mientras que su mejor ranking fue n°72 alcanzado el 16 de septiembre de 2024.
Kovacevic hizo su debut en el cuadro principal de la ATP en el Torneo de Seúl 2022, donde ingresó como perdedor afortunado. Donde logró su primera victoria en el circuito ATP al derrotar al séptimo cabeza de serie y n.º 32 del mundo, Miomir Kecmanović, en la primera ronda. A continuación derrotó a Tseng Chun-hsin en segunda ronda, para llegar a su primer cuartos de final ATP posteriormente derrotaría a Mackenzie McDonald para llegar a su primera semifinal ATP.

## Primeros años y antecedentes
Nacido en Nueva York, Kovacevic es de ascendencia serbia. Su madre Milanka es de Travnik en Bosnia y Herzegovina, y su padre Milan Kovačević es de Belgrado, Serbia. Sus padres jugaban al tenis de mesa y se conocieron durante un torneo del circuito juvenil. Más tarde, antes de que naciera Aleksandar, emigraron a los Estados Unidos en 1998, donde Milán estudió informática en la UCLA y luego trabajó en la Universidad de Columbia en Nueva York. 
Cuando Kovacevic era más joven, la familia visitaba Serbia todos los años.  Cita el partido del Abierto de Estados Unidos de 2005 entre Novak Djokovic y Gaël Monfils, que vio por televisión cuando tenía 6 años, como la razón por la que comenzó a jugar al tenis. 

## Carrera

### 2021: se convirtió en profesional y debutó en la clasificación para Grand Slam
Kovacevic llegó hasta sus primeras semifinales de un torneo challenger en marzo de 2021 en el Challenger de Cleveland 2022 tras derrotar a Yosuke Watanuki en tres set, perdiendo ante Bjorn Fratangelo en las semifinales en 3 sets.
Hizo su debut en la clasificación de Grand Slam en el Abierto de Estados Unidos, donde avanzó a la ronda final de la clasificación antes de caer ante el argentino Marco Trungelliti.
En octubre llegó hasta las semifinales del Challenger de Las Vegas cayendo ante Stefan Kozlov por 6-2, 6-4. 

### 2022: debut ATP, primera victoria y semifinal, Top 200
En junio Kovacevic llegó hasta las semifinales del Challenger de Little Rock 2022 donde perdería ante Wu Tung-lin en tres sets. Hizo su debut en el Top 250 el 25 de julio de 2022, ubicándose en el puesto no.227 del Ranking ATP luego de una gran actuación en el Challenger de Indianápolis, llegando a las finales, derrotando en el camino a Stefan Kozlov, Sho Shimabukuro, Dominik Koepfer en los cuartos de final por 7-5, 7-6 (5) y a Ben Shelton en las semifinales por 6-4, 7-5, para llegar a su primera final a nivel de Challenger, perdiendo en tres set ante Wu Yibing. En agosto disputó el Challenger de Lexington donde llegó a la instancia de semifinales perdiendo ante el que sería campeón, Shang Juncheng, en tres set.
Kovacevic debutó en el cuadro principal de la ATP en el Torneo de Seúl 2022, donde entró como perdedor afortunado. Logró su primera victoria a nivel ATP Tour al derrotar a Miomir Kecmanović en la primera ronda ganando por 6-4, 6-4. Luego derrotó a Tseng Chun-hsin para alcanzar su primer cuarto de final a nivel  ATP y a Mackenzie McDonald para alcanzar su primera semifinal ATP, donde perdería ante Yoshihito Nishioka por 3-6, 6-4, 3-6. Como resultado, escaló 55 posiciones y alcanzó el puesto no.167 el 3 de octubre de 2022. En noviembre, hizo semifinales en el Challenger de Champaign 2023 donde caería ante su compatriota Ben Shelton. Terminó la temporada en el puesto no.158 del ranking, finalizando la temporada con marca de 41 victorias y 31 derrotas en general.

### 2023: Primera victoria en Challenger, debut en Major y Masters, top 125
Alcanzó el top 125 el 6 de febrero de 2023, luego de su ganar primer título Challenger en el torneo de  Cleveland tras derrotar en tres set al chino Wu Yibing luego de perder el primer set por 3-6, ganaría los dos siguientes por 7-5, 7-6(2). En el Torneo de Delray Beach 2023, recibió una wild card para su segundo evento del ATP Tour, perdiendo en la primera ronda ante Michael Mmoh por 4-6, 6-3, 3-6.

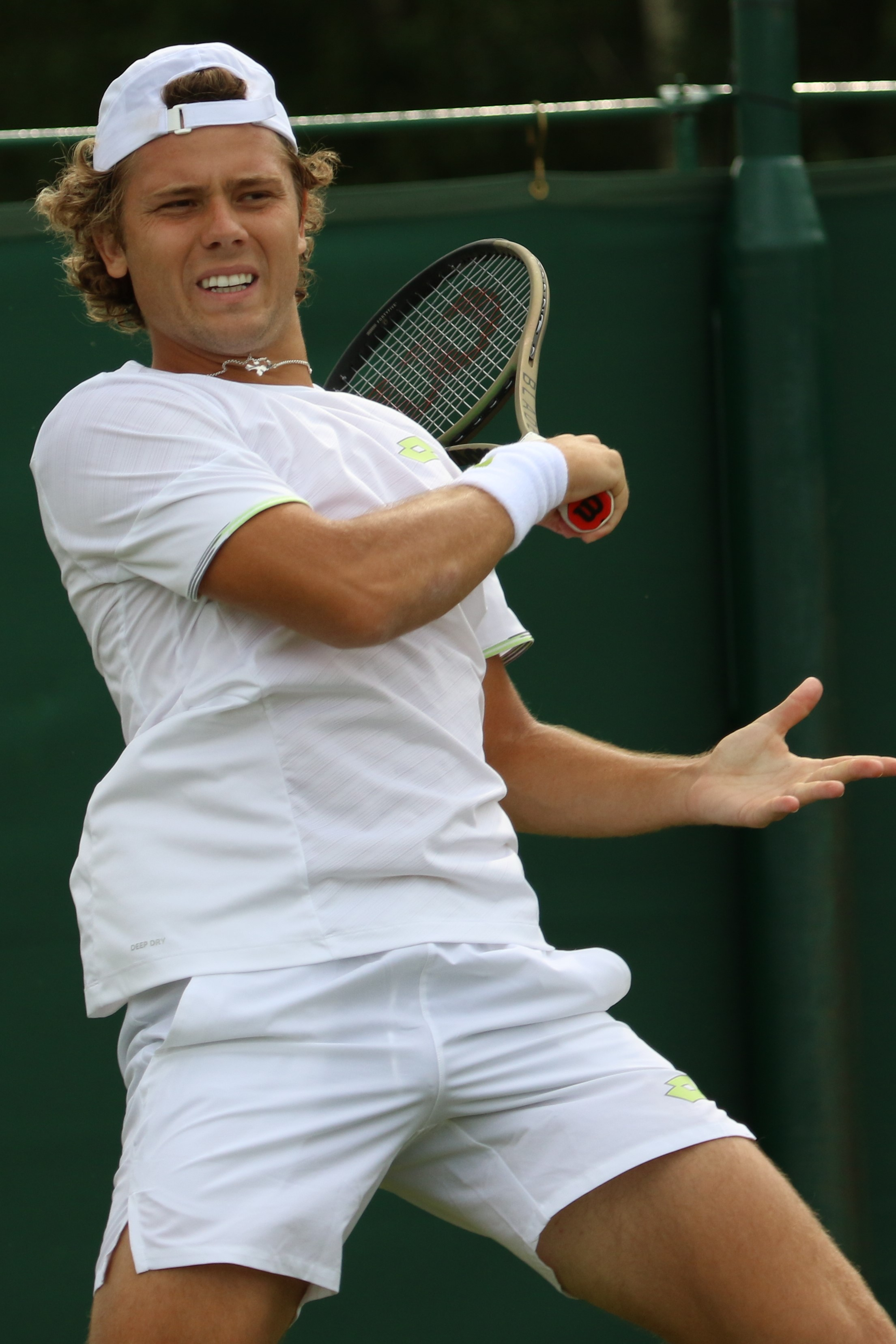
Kovacevic en la clasificación de Wimbledon en 2023

En marzo, ganó su segundo título Challenger en el Texas Tennis Classic 2023 en Waco, Texas luego de recibir una wild card, en semifinales derrotó a Borna Gojo y en la finales a Alexandre Müller en tres set por 6-3, 4-6, 6-2.  Hizo su debut en el Masters 1000 en el BNP Paribas Open 2023 como wild card, perdiendo en primera ronda ante Marcos Giron por 3-6 y 5-7. Llegó al cuadro principal del Masters de Miami como perdedor afortunado tras perder ante Aleksandar Vukic y en el cuadro principal registró su primera victoria en un Masters contra Jaume Munar.
Entró en el Torneo de Houston 2023 de 2023 como entrada directa perdiendo en su debut ante Gijs Brouwer. Fue aceptado como entrada directa en el cuadro principal del Torneo de Roland Garros, haciendo su debut en el Grand Slam donde jugó contra Novak Djokovic siendo su primer partido ante un top-5 y No.1 del ranking, perdió por 3-6, 2-6, 6-7 (1-7). Disputó la clasificación del Campeonato de Wimbledon 2023, derrotó a Andrea Collarini y Jesper de Jong en las dos primeras rondas pero caería en la tercera ante Enzo Couacaud
Disputó el Abierto de Los Cabos de 2023, derrotando al clasificado Omni Kumar y luego al n.º 13 del mundo Cameron Norrie en la segunda ronda del  para la mayor victoria de su carrera,para llegar a los cuartos de final, donde perdió ante Dominik Koepfer.
Se clasificó para el Masters 1000 del Rolex Shanghai Masters 2023 en su debut, perdió ante Cristián Garín. Ganó su tercer título Challenger en el Shenzhen Longhua Open 2023, derrotando Pedro Cachín en semifinales y a Nuno Borges en la final. También llegó a semifinales en el nuevo Challenger de Shenzhen Luohu 2023, pero perdió tras un walkover. 
Finalizó la temporada con 4 títulos Challegers, lo que le permitió terminar el año en el puesto no.110 del ranking ATP,luego de conseguir 47 victorias y 27 derrotas, destacando su buen rendimiento en canchas duras, donde finalizó con 41 victorias y 17 derrotas. 

### 2024: debut en el Abierto de Australia y primera victoria en un Grand Slam, top 75
Se clasificó para el Abierto de Australia de 2024 debutando en el torneo, logró su primera victoria en cinco sets ante Alejandro Tabilo. Como resultado, alcanzó el top 85 del ranking.
Entró al Torneo de Delray Beach 2024 como wild card perdiendo en su primer partido ante Nicolás Moreno de Alborán y la semana siguiente se clasificó para el Torneo de Los Cabos 2024 donde en este último, alcanzó cuartos de final consecutivos en este torneo, tras derrotar a Brandon Holt y Rinky Hijikata, perdiendo ante Stéfanos Tsitsipás en el duelo de revés a una mano. También se clasificó para su primer torneo ATP 500, el Torneo de Acapulco 2024 y derrotó al campeón de Los Cabos, el australiano Jordan Thompson, en tres set, pero caería en la siguiente ronda ante Holger Rune preclasificado no.2.
También recibió una wild card para Masters de Indian Wells 2024. En el siguiente Masters, el Miami Open 2024, llegó al cuadro principal después de la clasificación tras vencer a Patrick Kypson y Zizou Bergs, en el cuadro principal perdió en su primer partido ante Fábián Marozsán por 3-6, 2-6.
En el Torneo de Houston 2024, registró su primera victoria en arcilla en 3 horas y 16 minutos, la primera ronda más larga y empató el segundo partido más largo registrado en la historia del torneo de Houston, sobre el australiano, Thanasi Kokkinakis 7-6(7-3), 6-7(2-7), 6-4.  En la siguiente ronda perdió en tres sets ante otro australiano, el sexto sembrado Jordan Thompson en el partido más largo registrado en la historia del torneo que duró 3 horas y 34 minutos, ganado el primer set por 6-4 pero perdió los dos siguientes en dos tie-breaks por 6-7(1-7), 6-7(7-9).
En el Torneo de Washington alcanzó los octavos de final, derrotando al campeón del Torneo de Atlanta Yoshihito Nishioka y al undécimo favorito Roberto Carballés Baena, perdiendo ante Frances Tiafoe, con estos resultados pasó al top 80 del ranking el 5 de agosto de 2024 y al top 75 dos semanas después.
Disputó el Abierto de Estados Unidos 2024 accediendo al directo al cuadro principal, perdiendo en su debut en el Estadio Louis Armstrong ante su compatriota Frances Tiafoe en tres set. 

### 2025: Título Challenger al inicio de temporada
Luego de una temporada con altibajos, disputó la clasificación del Abierto de Australia ganando el primer partido contra Andrea Collarini por 7-6, 6-4 perdiendo en la siguiente ronda contra Gauthier Onclin. Tras esto disputó el Challenger de Oeiras Indoor 2025, ganado el título tras derrotar a Zsombor Piros en la final por marcador de 6-4, 7-6, durante el torneo solo perdió un set, en semifinales ante Alexis Galarneau.

## Títulos ATP (0; 0+0)

### Individual (0)
| Leyenda                   |
| Grand Slam (0)            |
| ATP World Tour Finals (0) |
| ATP Masters 1000 (0)      |
| ATP World Tour 500 (0)    |
| ATP World Tour 250 (0)    |

#### Finalista (2)
| N.º | Fecha                | Torneo      | Superficie | Oponente en la final  | Resultado           |
| --- | -------------------- | ----------- | ---------- | --------------------- | ------------------- |
| 1.  | 2 de febrero de 2025 | Montpellier | Dura (i)   | Félix Auger-Aliassime | 2-6, 7-6(7), 6-7(2) |
| 2.  | 19 de julio de 2025  | Los Cabos   | Dura       | Denis Shapovalov      | 4-6, 2-6            |

## Títulos ATP Challenger (6; 6+0)

### Individuales (6)
| N.° | Fecha                  | Torneo                   | Superficie | Oponente en la final | Resultado        |
| --- | ---------------------- | ------------------------ | ---------- | -------------------- | ---------------- |
| 1.  | 5 de febrero de 2023   | Challenger de Cleveland  | Dura (i)   | Wu Yibing            | 3-6, 7-5, 7-6(2) |
| 2.  | 5 de marzo de 2023     | Challenger de Waco       | Dura       | Alexandre Müller     | 6-3, 4-6, 6-2    |
| 3.  | 15 de octubre de 2023  | Challenger de Shenzhen   | Dura       | Nuno Borges          | 7-6(4), 7-6(5)   |
| 4.  | 3 de diciembre de 2023 | Challenger de Temuco     | Dura       | Gilbert Klier Júnior | 4-6, 6-3, 6-3    |
| 5.  | 19 de enero de 2025    | Oeiras II                | Dura (i)   | Zsombor Piros        | 6-4, 7-6(4)      |
| 6.  | 16 de marzo de 2025    | Challenger de Punta Cana | Dura       | Damir Dzumhur        | 6-2, 6-3         |